# Синап
Синап — загальна назва для групи кримських сортів яблуні.

## Найважливіші сорти групи
- Сари-Синап — промисловий сорт високої врожайності з бочковидними плодами середньої величини, добре витримують перевезення і довге зберігання.
- Кандиль-Синап — також урожайний, з великими циліндричними плодами, пофарбованими яскравим рум'янцем, цінний промисловий сорт, придатний для експорту. Недолік Кандиль-Сиапу — легка обсипаємість плодів з дерева, необхідна посадка в захищених від вітру місцях.

Обидва сорти пізно вступають в пору плодоношення.

## Інші кримські сорти
- Кара-Синап
- Синап білий
- Сирлі-Синап
- Сабла-Синап

Крім того, на основі кримських сортів були виведені ще декілька, які районовані в інших місцевостях:
- Кандиль-китайка виведена І. В. Мічуріним шляхом схрещування китайської яблуні з кримським сортом Кандиль синап.[1]
- Північний синап — пізньозимовий сорт. Одержаний у ВНДІС ім. І. В. Мічуріна з насіння сорту Кандиль-китайка від вільного запилення.[2]
- Синап орловський — сорт з плодами пізньозимового дозрівання, отриманий у Всеросійському НДІ селекції плодових культур і Всесоюзному НДІ садівництва ім. І. В. Мічуріна від гібридизації в 1955 році (Північний синап х Пам'ять Мічуріна).[3]
- Хакаський синап — сорт, вирощений із суміші насіння двох великоплідних сортів Розсошанське смугасте і Північний синап. Сорт стійкий до посух, лютих морозів, зимового зсушення і випрівання.[4]